# Заря (Московский район)
Заря (кирг. Заря) — село в Московском районе Чуйской области Кыргызстана. Входит в состав Сретенского аильного округа. Код СОАТЕ — 41708 217 840 03 0.

## География
Село расположено в западной части области, севернее Большого Чуйского канала, на расстоянии приблизительно одного километра к северу от села Беловодское, административного центра района. Абсолютная высота — 764 метра над уровнем моря.

## Население
| год     | 2009 | 2014 | 2015 | 2023 |
| ------- | ---- | ---- | ---- | ---- |
| человек | 341  | 779  | 732  | 993  |